# كرة ميدان (دودانغة)
کرة میدان (بالفارسية: کره‌میدان) هي منطقة سكنية تقع في إيران في قسم دودانغة الریفي.